# Linux Standard Base

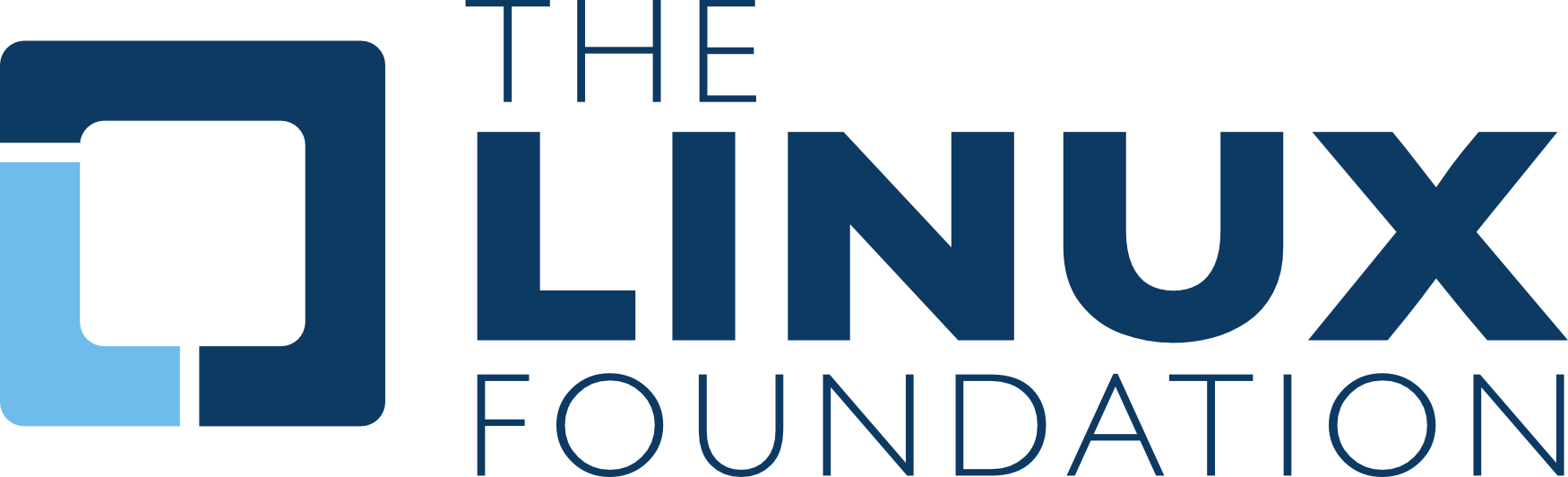
Logo van The Linux Foundation.

De Linux Standard Base (LSB) is een open standaard die wordt opgesteld door de The Linux Foundation. De LSB is opgesteld om de compatibiliteit tussen verschillende Linuxdistributies en andere Unix-achtige of op UNIX gebaseerde besturingssystemen te bevorderen. De LSB bevat voorschriften met betrekking tot de interne opbouw van een Linuxdistributie.
De componenten van de LSB behoren zo goed als mogelijk aan de POSIX-standaarden te voldoen. De LSB omvat onder andere de Filesystem Hierarchy Standard en onderdelen van de Single UNIX Specification en de W3C-standaarden. Daardoor wordt het ontwikkelen van software en een pakketbeheersysteem eenvoudiger en goedkoper voor de verschillende besturingssystemen die aan de LSB-standaard voldoen.
De LSB-standaard wordt sinds 2015 niet meer bijgewerkt en huidige Linuxdistributies zijn niet langer gecertificeerd. Op 7 februari 2023 schreef een voormalig beheerder van de LSB dat het project in wezen dood is.

## Componenten
- RPM Package Manager
- Algemene specificatie en specifieke specificaties voor IA64, AMD64, PPC32, PPC64, S390 en S390X